# Chałupki (Racibórz)
Pour les articles homonymes, voir Chałupki.
Chałupki (prononciation : [ xaˈwupki]) est une localité polonaise de la gmina de Krzyżanowice, située dans le powiat de Racibórz en voïvodie de Silésie.
Avant la Seconde Guerre mondiale, ce village comportait essentiellement de la population allemande. Il a porté le nom d'Annaberg jusqu'en 1945.

## Géographie
Chałupki  se trouve sur la rive gauche de l'Oder, qui forme ici la frontière avec la République tchèque, et est l'endroit le plus au sud de la Pologne sur ce fleuve. Sur la rive droite, de l'autre côté de la frontière, se trouve la ville de Bohumín.

## Gare
La gare de Chałupki est la gare frontière polonaise sur la ligne reliant Wrocław à Ostrava.